# 아르헨티나한국학교
아르헨티나한국학교(스페인어: Instituto Coreano Argentino)는 아르헨티나 부에노스아이레스에 있는 한국학교이다. 현재 유치원부터 초등학교까지의 과정을 운영하고 있다.

## 연혁
- 1995년 1월 23일 : 개교